# اعداد ترتیبی (زبان‌شناسی)
در زبان‌شناسی، اعداد ترتیبی کلماتی هستند که دربرگیرنده موقعیت یا رتبه در شمارش ترتیبی است. شمارش ممکن است اندازه، ارزش، گاه‌نگاری و … باشد. تفاوت این سری اعداد با اعداد اصلی در ارزش آنها است.
اعداد ترتیبی در زبان‌هایی مانند زبان انگلیسی دارای پسوندهایی هستند؛ ولی در زبان فارسی تنها برای آنها «یک پسوند» وجود دارد؛ مانند ۱مین، ۲مین، ۳مین، ۱۰مین، ۵۴مین، ۱۷۱مین، ۴۱۷مین و … و حالت الفبایی آن: اولین، دومین، سومین، ده‌مین، صدمین، هزارمین و …